# Bourges
Bourges este un oraș în Franța, prefectura departamentului Cher în regiunea Centru.

## Clădiri din patrimoniul UNESCO
Catedrala din Bourges a fost înscrisă în anul 1992 pe lista patrimoniului cultural mondial UNESCO.

## Personalități născute aici
- Berthe Morisot (1841 - 1895), pictoriță;
- Joseph de La Nézière (1873 - 1944), pictor;
- Jean-Christophe Rufin (n. 1952), scriitor.

## Galerie de imagini

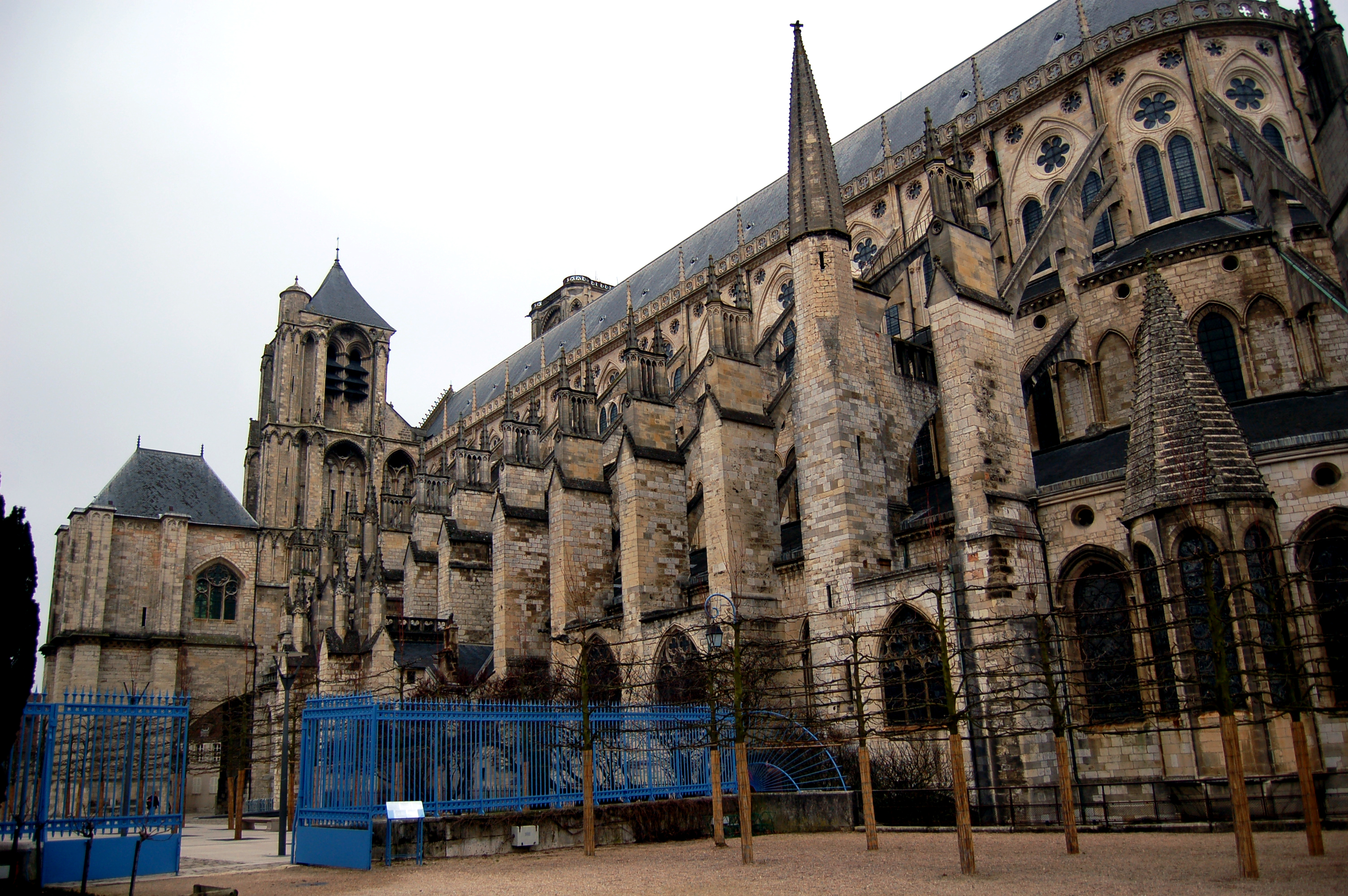
Catedrala din Bourges